# چونگ‌کینگ ایرلاینز
چونگ‌کینگ ایرلاینز (به انگلیسی: Chongqing Airlines) یک شرکت هواپیمایی با کد یاتا OQ است که در تاریخ ۱۶ ژوئن ۲۰۰۷ میلادی تأسیس شده است. دفتر مرکزی چونگ‌کینگ ایرلاینز در چونگ‌کینگ، جمهوری خلق چین واقع شده‌است و قطب این شرکت هواپیمایی در فرودگاه بین‌المللی چنگچینگ ییانگبی قرار دارد و به ۲۸ مقصد، پرواز مستقیم انجام می‌دهد.